# 母谷山
母谷山（もやさん）は、秋田県八峰町の山である。八峰町目名潟地区のすぐ北東にあるので「目名潟山」とも呼ばれる。

## 概要
秋田県の旧峰浜村と旧八森町との境界にある海抜276mの山である。標高100m程度にある広場の緑地休養施設にはトイレや水飲み場が整備されておりそこまで自動車で移動することができる。広場の北には鳥居があり、鳥居をくぐれば登山道が続いている。初めはつづら折りの緩やかな登山道も次第に急登となり約20分で山頂につく。頂上からは白神山地の県境や、男鹿半島までの海岸線、八郎潟、米代川を一望することができ、天気のよい日は鳥海山等県内のいくつもの山も見る事が出来る。
ふもとには戦国時代の館趾といわれる「蝦夷館遺跡」がある。1964年県の文化財専門委員の手で発掘され、広い台上にあるので海上に活躍した土豪の性格と、また舶来された中国古陶の遺存も考えられ、堂々たる構造の館と外柵を台上に廻し、建物をその上に掘りたし土間に礫を敷きつめて出来たものであったと言われる。伝説では、この蝦夷館は安倍氏が室町時代に居館し、その後檜山安東氏との抗争に敗れたと言われている。海上交通を監視しやすいように、見晴らしの良いこの山のふもとに蝦夷館を作ったと言われている。
2016年3月に閉校になった八峰町水沢小学校の校歌の１番にこの母谷山は歌われていた。また、毎年5月に水沢小学校では母谷山登山が行われていた。水沢小学校の後継小学校である峰浜小学校でも学校登山が行われている。また、以前は能代北高等学校でもこの母谷山への学校登山が行われていた。
母谷山山頂には、ブロック造りの太平山を祀る神社がある。周囲は広い草地となっていて、眺めはとても良い。神社の東の草地の中に三角点がある。
母谷山のすぐ北には母谷山よりもやや小高い薬師山があり、八森町から眺めると大小２つのこんもりした山に見える。薬師山は昔、大母爺杜(おおもやもり)と呼ばれていた。

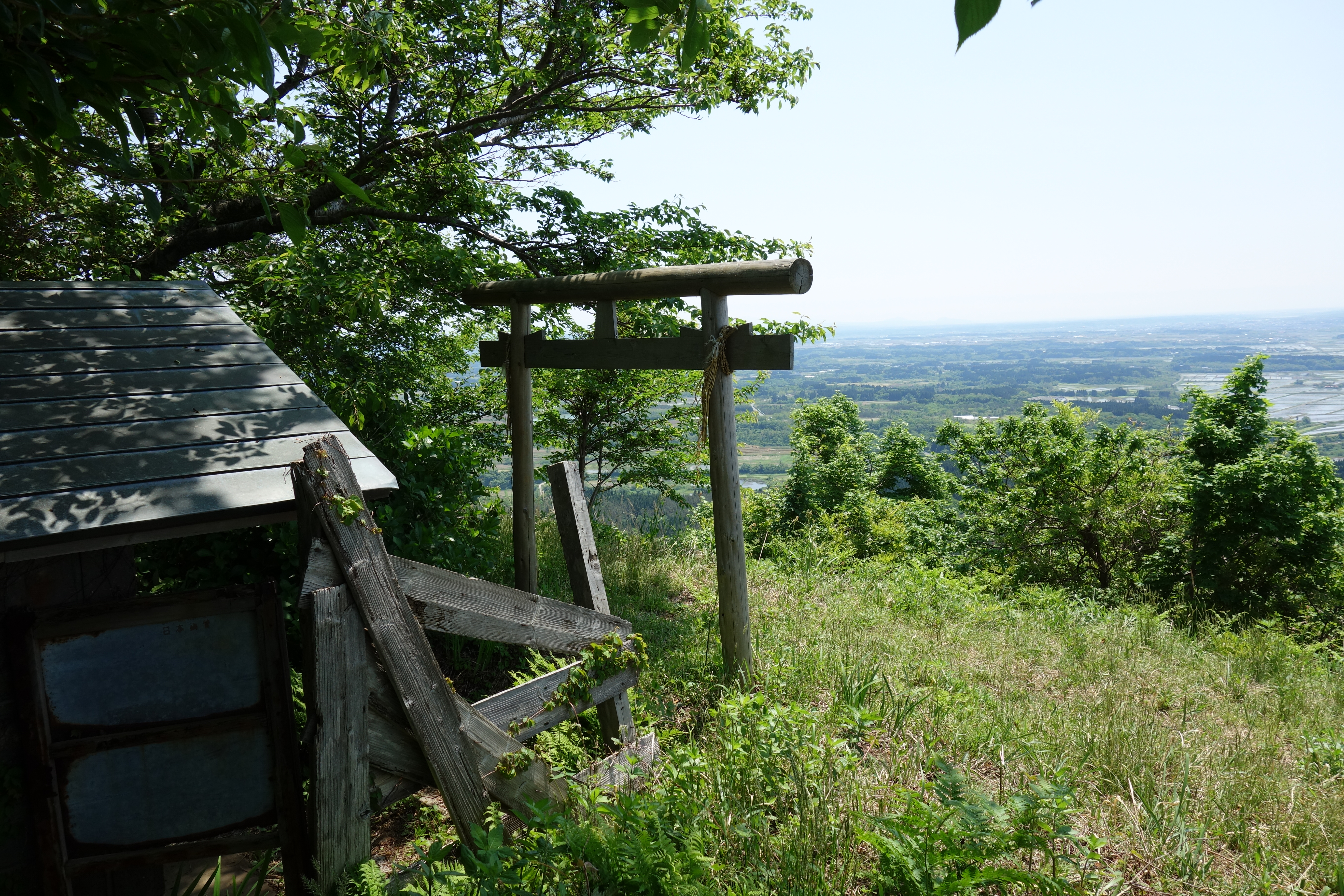
母谷山山頂

## 母谷山の語源
母谷山の名前の由来は、米代川をはさんで南方にある茂谷山と同じようにアイヌ語語源であると考えられる。
菅江真澄は『霞む月星』で「もやは丘ではなく、たいそう高くひとつだけそびえている山をいうのであろう。靄とは雲・霞・霧・微雨をすべて含む方言であった」として「もやの名は松前・津軽にもあり、秋田路では八森の浦にもある」として、八峰町の母谷山のことを指摘している。